# Цехолеви (Староґардський повіт)
Цехолеви (пол. Ciecholewy, нім. Zechlau) — село в Польщі, у гміні Староґард-Гданський Староґардського повіту Поморського воєводства.
Населення — 262 особи (2011).
У 1975-1998 роках село належало до Гданського воєводства.

## Демографія
Демографічна структура станом на 31 березня 2011 року:
|          | Загалом | Допрацездатний вік | Працездатний вік | Постпрацездатний вік |
| -------- | ------- | ------------------ | ---------------- | -------------------- |
| Чоловіки | 119     | 35                 | 78               | 6                    |
| Жінки    | 143     | 38                 | 81               | 24                   |
| Разом    | 262     | 73                 | 159              | 30                   |